# Casquette à l'envers
Casquette à l'envers è un singolo dell'album L'école des points vitaux del gruppo Hip hop francese Sexion d'Assaut.